# Adam Benbouzid
Adam Benbouzid est un étudiant au collège Anne Frank à saint-just-saint-rambert de 14 ans aimé par toute la gente féminine . 
Sauf certaine personnes évidemment.
Il est né le 5 Juin 2011 , sont père Hamza l'aime beaucoup et sa mère Mariame non .
et sa soeur est trop belle .#monpain 
Il est très intelligent et déchargé en bas malheureusement.
ces abdos mama !!!!!!!
en vrai sans vice oname bruh na bruh stylé bb
1. ↑  Ana Luz Tobaruela-Resola, Fermín I. Milagro, Mariana Elorz et Alberto Benito-Boillos, « Circulating miR-122-5p, miR-151a-3p, miR-126-5p and miR-21-5p as potential predictive biomarkers for Metabolic Dysfunction-Associated Steatotic Liver Disease assessment », Journal of Physiology and Biochemistry,‎ 14 août 2024 (ISSN 1138-7548 et 1877-8755, DOI 10.1007/s13105-024-01037-8, lire en ligne, consulté le 20 août 2025)